# Murat Giginoğlu
Murat Giginoğlu (Sinope (Turquia), 15 de outubro de 1987) é uma jogador de vôlei de praia turco.

## Carreira
Em 2013 ao lado de Selçuk Şekerci representou seu país na conquista da medalha de ouro nos Jogos do Mediterrâneo de 2013 em Mersin, repetindo o feito ao lado de Volkan Göğtepe na edição dos referidos jogos em 2018 em Tarragona.